# Legislatura 2024-2028 (Camera Deputaților)
Mai jos este lista celor 331 deputați din această legislatură.
| Număr | Prenume și Nume              | Circumscripția Electorală | Partid                                 |
| ----- | ---------------------------- | ------------------------- | -------------------------------------- |
| 1     | Florin Roman                 | Alba                      | Partidul Național Liberal              |
| 2     | Călin-Gheorghe Matieș        | Alba                      | Alianța pentru Unirea Românilor        |
| 3     | Voicu Vușcan                 | Alba                      | Partidul Social Democrat               |
| 4     | Nicolae-Adrian Bara          | Alba                      | Partidul Social Democrat               |
| 5     | Bianca-Eugenia Gavrilă       | Alba                      | Partidul Oamenilor Tineri              |
| 6     | Mihai-Viorel Fifor           | Arad                      | Partidul Social Democrat               |
| 7     | Simona-Geanina Pistru-Popa   | Arad                      | Partidul Național Liberal              |
| 8     | Răzvan-Olimpiu Cadar         | Arad                      | Partidul Național Liberal              |
| 9     | Adrian Wiener                | Arad                      | Uniunea Salvați România                |
| 10    | Dan Artimon                  | Arad                      | Alianța pentru Unirea Românilor        |
| 11    | Cosmin Pascariu              | Arad                      | Alianța pentru Unirea Românilor        |
| 12    | Vasile Nagy                  | Arad                      | S.O.S. România                         |
| 13    | Simona Bucura-Oprescu        | Argeș                     | Partidul Social Democrat               |
| 14    | Remus-Gabriel Mihalcea       | Argeș                     | Partidul Social Democrat               |
| 15    | Cătălin-Viorel Mîndroc       | Argeș                     | Partidul Social Democrat               |
| 16    | Alina Gorghiu                | Argeș                     | Partidul Național Liberal              |
| 17    | Liviu-Ionuț Moșteanu         | Argeș                     | Uniunea Salvați România                |
| 18    | Bogdan Velcescu              | Argeș                     | Alianța pentru Unirea Românilor        |
| 19    | Cristina Butură              | Argeș                     | Alianța pentru Unirea Românilor        |
| 20    | Dorin Popa                   | Argeș                     | Partidul Oamenilor Tineri              |
| 21    | Tudor Ionescu                | Argeș                     | S.O.S. România                         |
| 22    | Mircea Fechet                | Bacău                     | Partidul Național Liberal              |
| 23    | Teodor Lazăr                 | Bacău                     | Uniunea Salvați România                |
| 24    | Diana Enache                 | Bacău                     | Alianța pentru Unirea Românilor        |
| 25    | Robert Alecu                 | Bacău                     | Alianța pentru Unirea Românilor        |
| 26    | Costel-Neculai Dunava        | Bacău                     | Partidul Social Democrat               |
| 27    | Vasile Budacă                | Bacău                     | Partidul Social Democrat               |
| 28    | Lucian-Gabriel Bogdănel      | Bacău                     | Partidul Social Democrat               |
| 29    | George-Adrian Popa           | Bacău                     | Partidul Social Democrat               |
| 30    | Radu-Mihail Ionescu          | Bacău                     | Partidul Oamenilor Tineri              |
| 31    | Nini-Alexandru Pascalini     | Bacău                     | S.O.S. România                         |
| 32    | Mihail Neamțu                | Bihor                     | Alianța pentru Unirea Românilor        |
| 33    | Ödön Szabó                   | Bihor                     | Uniunea Democrată Maghiară din România |
| 34    | Rozália-Ibolya Biró          | Bihor                     | Uniunea Democrată Maghiară din România |
| 35    | Patricia-Simina Arina Moș    | Bihor                     | Partidul Național Liberal              |
| 36    | Dumitru Țiplea               | Bihor                     | Partidul Național Liberal              |
| 37    | Călin-Grațian Gal            | Bihor                     | Partidul Național Liberal              |
| 38    | Gabriela-Corina Ene          | Bihor                     | Partidul Social Democrat               |
| 39    | Vlad-Andrei Vidra            | Bihor                     | S.O.S. România                         |
| 40    | Cristian-Emanuel Cîmpan      | Bihor                     | Partidul Oamenilor Tineri              |
| 41    | Tiberiu Boșutar              | Bistrița-Năsăud           | Alianța pentru Unirea Românilor        |
| 42    | Vasile-Daniel Suciu          | Bistrița-Năsăud           | Partidul Social Democrat               |
| 43    | Bogdan-Gruia Ivan            | Bistrița-Năsăud           | Partidul Social Democrat               |
| 44    | Robert-Ionatan Sighiartău    | Bistrița-Năsăud           | Partidul Național Liberal              |
| 45    | Andrei Csillag               | Bistrița-Năsăud           | Partidul Oamenilor Tineri              |
| 46    | Eduard-Tatian Mititelu       | Botoșani                  | Partidul Național Liberal              |
| 47    | Ariadna Cîrligeanu           | Botoșani                  | Alianța pentru Unirea Românilor        |
| 48    | Elisabeta Lipă               | Botoșani                  | Partidul Social Democrat               |
| 49    | Marius-Constantin Budăi      | Botoșani                  | Partidul Social Democrat               |
| 50    | Alexandrin Moiseev           | Botoșani                  | S.O.S. România                         |
| 51    | Gheorghe-Petru Pîclișan      | Botoșani                  | Partidul Oamenilor Tineri              |
| 52    | Allen Coliban                | Brașov                    | Uniunea Salvați România                |
| 53    | Ovidiu-Romulus Paraschivescu | Brașov                    | Uniunea Salvați România                |
| 54    | Ariana-Oana Bucur            | Brașov                    | Partidul Social Democrat               |
| 55    | Augustin-Florin Hagiu        | Brașov                    | Partidul Social Democrat               |
| 56    | Dan Tanasă                   | Brașov                    | Alianța pentru Unirea Românilor        |
| 57    | Sebastian-Mihai Rusu         | Brașov                    | Partidul Național Liberal              |
| 58    | Gabriel Andronache           | Brașov                    | Partidul Național Liberal              |
| 59    | Ionel Goidescu               | Brașov                    | S.O.S. România                         |
| 60    | Cristian-Alexandru Popa      | Brașov                    | Partidul Oamenilor Tineri              |
| 61    | Florin Cîrligea              | Brăila                    | Alianța pentru Unirea Românilor        |
| 62    | Doinița Ciocan               | Brăila                    | Partidul Social Democrat               |
| 63    | Florin Mircea                | Brăila                    | Partidul Social Democrat               |
| 64    | Alexandru Popa               | Brăila                    | Partidul Național Liberal              |
| 65    | Andra-Claudia Constantinescu | Brăila                    | S.O.S. România                         |
| 66    | Adrian Mocanu                | Buzău                     | Partidul Național Liberal              |
| 67    | Sorin-Titus Muncaciu         | Buzău                     | Alianța pentru Unirea Românilor        |
| 68    | Marius-Nicolae Alecsandru    | Buzău                     | Uniunea Salvați România                |
| 69    | Ion-Marcel Ciolacu           | Buzău                     | Partidul Social Democrat               |
| 70    | Petre-Emanoil Neagu          | Buzău                     | Partidul Social Democrat               |
| 71    | Romeo-Daniel Lungu           | Buzău                     | Partidul Social Democrat               |
| 72    | Rodica Plopeanu              | Buzău                     | S.O.S. România                         |
| 73    | Samuel Miclău                | Caraș-Severin             | Alianța pentru Unirea Românilor        |
| 74    | Ion-Marcel Vela              | Caraș-Severin             | Partidul Național Liberal              |
| 75    | Marius-Adrian Isac           | Caraș-Severin             | Partidul Social Democrat               |
| 76    | Silvia-Claudia Mihalcea      | Caraș-Severin             | Partidul Social Democrat               |
| 77    | Andrei George Plujar         | Caraș-Severin             | Uniunea Salvați România                |
| 78    | Dragoș-Florin Coman          | Călărași                  | Alianța pentru Unirea Românilor        |
| 79    | Mihai-Claudiu Gheorghe       | Călărași                  | Alianța pentru Unirea Românilor        |
| 80    | Ion Samoilă                  | Călărași                  | Partidul Social Democrat               |
| 81    | Ciprian Pandea               | Călărași                  | Partidul Național Liberal              |
| 82    | Răzvan-Iulian Ciortea        | Cluj                      | Partidul Social Democrat               |
| 83    | Remus-Gabriel Lăpușan        | Cluj                      | Partidul Social Democrat               |
| 84    | Oana Murariu                 | Cluj                      | Uniunea Salvați România                |
| 85    | Ciprian-Doru Rigman          | Cluj                      | Uniunea Salvați România                |
| 86    | Radu-Marin Moisin            | Cluj                      | Partidul Național Liberal              |
| 87    | Ovidiu-Vasile Cîmpean        | Cluj                      | Partidul Național Liberal              |
| 88    | Ramona-Ioana Bruynseels      | Cluj                      | Alianța pentru Unirea Românilor        |
| 89    | Ilie-Alin Coleșa             | Cluj                      | Alianța pentru Unirea Românilor        |
| 90    | Botond Csoma                 | Cluj                      | Uniunea Democrată Maghiară din România |
| 91    | Aurora-Tasica Simu           | Cluj                      | Partidul Oamenilor Tineri              |
| 92    | Stelian-Cristian Ion         | Constanța                 | Uniunea Salvați România                |
| 93    | George Gima                  | Constanța                 | Uniunea Salvați România                |
| 94    | Gheorghe-Daniel Georgescu    | Constanța                 | Partidul Social Democrat               |
| 95    | Mirela-Florența Matichescu   | Constanța                 | Partidul Social Democrat               |
| 96    | Bogdan-Iulian Huțucă         | Constanța                 | Partidul Național Liberal              |
| 97    | Marian Crușoveanu            | Constanța                 | Partidul Național Liberal              |
| 98    | Murad Mohammad               | Constanța                 | Alianța pentru Unirea Românilor        |
| 99    | Titus Păunescu               | Constanța                 | Alianța pentru Unirea Românilor        |
| 100   | Cosmin Hristu                | Constanța                 | Alianța pentru Unirea Românilor        |
| 101   | Mădălin-Laurențiu Făget      | Constanța                 | S.O.S. România                         |
| 102   | Maria Cernit                 | Constanța                 | Partidul Oamenilor Tineri              |
| 103   | Zoltán Miklós                | Covasna                   | Uniunea Democrată Maghiară din România |
| 104   | Károly Gál                   | Covasna                   | Uniunea Democrată Maghiară din România |
| 105   | József Kulcsár-Terza         | Covasna                   | Uniunea Democrată Maghiară din România |
| 106   | Csaba Könczei                | Covasna                   | Uniunea Democrată Maghiară din România |
| 107   | Victor-Viorel Ponta          | Dâmbovița                 | Partidul Social Democrat               |
| 108   | Laurențiu-Adrian Neculaescu  | Dâmbovița                 | Partidul Social Democrat               |
| 109   | Georgeta-Carmen Holban       | Dâmbovița                 | Partidul Social Democrat               |
| 110   | Daniel-Codruț Blaga          | Dâmbovița                 | Uniunea Salvați România                |
| 111   | Valeriu Munteanu             | Dâmbovița                 | Alianța pentru Unirea Românilor        |
| 112   | Ilie-Aurelian Cotinescu      | Dâmbovița                 | Partidul Național Liberal              |
| 113   | Lucian-Nicolae Andrușcă      | Dâmbovița                 | Partidul Oamenilor Tineri              |
| 114   | Cosmin Iosub                 | Dolj                      | Alianța pentru Unirea Românilor        |
| 115   | Ionel Gheorghe               | Dolj                      | Alianța pentru Unirea Românilor        |
| 116   | Adrian Câciu                 | Dolj                      | Partidul Social Democrat               |
| 117   | Aurora-Adela Geamănu         | Dolj                      | Partidul Social Democrat               |
| 118   | Radu Marinescu               | Dolj                      | Partidul Social Democrat               |
| 119   | Eliza-Mădălina Peta          | Dolj                      | Partidul Social Democrat               |
| 120   | Irina-Florentina Stoenică    | Dolj                      | Partidul Social Democrat               |
| 121   | Cezar-Mihail Drăgoescu       | Dolj                      | Uniunea Salvați România                |
| 122   | Ștefan-Bucur Stoica          | Dolj                      | Partidul Național Liberal              |
| 123   | Gabriela Porumboiu           | Dolj                      | Partidul Oamenilor Tineri              |
| 124   | Bogdan-Ionel Rodeanu         | Galați                    | Uniunea Salvați România                |
| 125   | Viorica Sandu                | Galați                    | Partidul Social Democrat               |
| 126   | Mitică-Marius Mărgărit       | Galați                    | Partidul Social Democrat               |
| 127   | Liviu-Bogdan Ciucă           | Galați                    | Partidul Social Democrat               |
| 128   | Alexandru Bordian            | Galați                    | Alianța pentru Unirea Românilor        |
| 129   | Dorel Vulpoiu                | Galați                    | Alianța pentru Unirea Românilor        |
| 130   | George Scarlat               | Galați                    | Partidul Național Liberal              |
| 131   | Iosif-Florin Jianu           | Galați                    | S.O.S. România                         |
| 132   | Ecaterina-Mariana Szőke      | Galați                    | S.O.S. România                         |
| 133   | Marian Mina                  | Giurgiu                   | Partidul Social Democrat               |
| 134   | Alexandru-Ioan Andrei        | Giurgiu                   | Partidul Național Liberal              |
| 135   | Aneta Matei                  | Giurgiu                   | Partidul Național Liberal              |
| 136   | Gheorghe Piperea             | Giurgiu                   | Alianța pentru Unirea Românilor        |
| 137   | Mihai Weber                  | Gorj                      | Partidul Social Democrat               |
| 138   | Claudiu Manta                | Gorj                      | Partidul Social Democrat               |
| 139   | Radu-Dinel Miruță            | Gorj                      | Uniunea Salvați România                |
| 140   | Ion Iordache                 | Gorj                      | Partidul Național Liberal              |
| 141   | Ionelia Priescu              | Gorj                      | Alianța pentru Unirea Românilor        |
| 142   | Hunor Kelemen                | Harghita                  | Uniunea Democrată Maghiară din România |
| 143   | Gábor Hajdu                  | Harghita                  | Uniunea Democrată Maghiară din România |
| 144   | Sándor Bende                 | Harghita                  | Uniunea Democrată Maghiară din România |
| 145   | László-Zsolt Ladányi         | Harghita                  | Uniunea Democrată Maghiară din România |
| 146   | Zoltán Zakarias              | Harghita                  | Uniunea Democrată Maghiară din România |
| 147   | Natalia-Elena Intotero       | Hunedoara                 | Partidul Social Democrat               |
| 148   | Ilie Toma                    | Hunedoara                 | Partidul Social Democrat               |
| 149   | Tiberiu-Claudiu Barstan      | Hunedoara                 | Alianța pentru Unirea Românilor        |
| 150   | Pollyanna-Hanellore Hangan   | Hunedoara                 | Uniunea Salvați România                |
| 151   | Vetuța Stănescu              | Hunedoara                 | Partidul Național Liberal              |
| 152   | Anamaria Gavrilă             | Hunedoara                 | Partidul Oamenilor Tineri              |
| 153   | Ștefan Țintă                 | Ialomița                  | Partidul Social Democrat               |
| 154   | Silviu Oancea                | Ialomița                  | Alianța pentru Unirea Românilor        |
| 155   | Florin Caragață              | Ialomița                  | S.O.S. România                         |
| 156   | Sorin-George Oltenașu        | Ialomița                  | S.O.S. România                         |
| 157   | Iulian-Alexandru Muraru      | Iași                      | Partidul Național Liberal              |
| 158   | Sorin-Alexandru Afloarei     | Iași                      | Partidul Național Liberal              |
| 159   | Ștefan Tanasă                | Iași                      | Uniunea Salvați România                |
| 160   | Monica Berescu               | Iași                      | Uniunea Salvați România                |
| 161   | Alexandru Rafila             | Iași                      | Partidul Social Democrat               |
| 162   | Petru-Bogdan Cojocaru        | Iași                      | Partidul Social Democrat               |
| 163   | Maricel Popa                 | Iași                      | Partidul Social Democrat               |
| 164   | Ciprian Paraschiv            | Iași                      | Alianța pentru Unirea Românilor        |
| 165   | Silviu Gurlui                | Iași                      | Alianța pentru Unirea Românilor        |
| 166   | Cristina-Emanuela Dascălu    | Iași                      | Alianța pentru Unirea Românilor        |
| 167   | Simona-Elena Macovei Ilie    | Iași                      | S.O.S. România                         |
| 168   | Ancuța-Florina Irimia        | Iași                      | Partidul Oamenilor Tineri              |
| 169   | Daniel Gheorghe              | Ilfov                     | Partidul Național Liberal              |
| 170   | Ioan Vulpescu                | Ilfov                     | Partidul Social Democrat               |
| 171   | Dumitru Văduva               | Ilfov                     | Uniunea Salvați România                |
| 172   | Gianina Șerban               | Ilfov                     | Alianța pentru Unirea Românilor        |
| 173   | Sergiu-Lucian Matei          | Ilfov                     | Partidul Oamenilor Tineri              |
| 174   | Ionel-Ovidiu Bogdan          | Maramureș                 | Partidul Național Liberal              |
| 175   | Crina-Fiorela Chilat         | Maramureș                 | Partidul Social Democrat               |
| 176   | Lucian-Ioan-Titus Morar      | Maramureș                 | Partidul Social Democrat               |
| 177   | Brigitta-Eva Zahoranszki     | Maramureș                 | Uniunea Democrată Maghiară din România |
| 178   | Daniel Ciornei               | Maramureș                 | Alianța pentru Unirea Românilor        |
| 179   | Brian Cristian               | Maramureș                 | Uniunea Salvați România                |
| 180   | Călin-Florin Groza           | Maramureș                 | Partidul Oamenilor Tineri              |
| 181   | Virgil-Alin Chirilă          | Mehedinți                 | Partidul Social Democrat               |
| 182   | Ion-Alin Tomoescu            | Mehedinți                 | Partidul Social Democrat               |
| 183   | Eduard Koler                 | Mehedinți                 | Alianța pentru Unirea Românilor        |
| 184   | Mihai Culeafă                | Mehedinți                 | Partidul Național Liberal              |
| 185   | Răzvan Biro                  | Mureș                     | Alianța pentru Unirea Românilor        |
| 186   | Adrian Giurgiu               | Mureș                     | Uniunea Salvați România                |
| 187   | Dumitrița Gliga              | Mureș                     | Partidul Social Democrat               |
| 188   | Ciprian-Minodor Dobre        | Mureș                     | Partidul Național Liberal              |
| 189   | Éva-Andrea Csép              | Mureș                     | Uniunea Democrată Maghiară din România |
| 190   | Levente Vass                 | Mureș                     | Uniunea Democrată Maghiară din România |
| 191   | Attila-Gabor Markó           | Mureș                     | Uniunea Democrată Maghiară din România |
| 192   | Anquetil-Károly Kolcsár      | Mureș                     | Uniunea Democrată Maghiară din România |
| 193   | Iulian Bulai                 | Neamț                     | Uniunea Salvați România                |
| 194   | Ciprian-Constantin Șerban    | Neamț                     | Partidul Social Democrat               |
| 195   | Paul-Claudiu Cotîrleț        | Neamț                     | Partidul Social Democrat               |
| 196   | Adrian-Virgil Ciobanu        | Neamț                     | Partidul Național Liberal              |
| 197   | Dumitrina Mitrea             | Neamț                     | Alianța pentru Unirea Românilor        |
| 198   | Andreea Neacșu               | Neamț                     | Alianța pentru Unirea Românilor        |
| 199   | Monica Ionescu               | Neamț                     | Partidul Oamenilor Tineri              |
| 200   | Ciprian Ciubuc               | Neamț                     | S.O.S. România                         |
| 201   | Mugur Mihăescu               | Olt                       | Alianța pentru Unirea Românilor        |
| 202   | Gigel-Sorinel Știrbu         | Olt                       | Partidul Național Liberal              |
| 203   | Marius-Ionel Iancu           | Olt                       | Partidul Social Democrat               |
| 204   | Florin-Ionuț Barbu           | Olt                       | Partidul Social Democrat               |
| 205   | Bogdan-Florian Mihuți        | Olt                       | Partidul Social Democrat               |
| 206   | Mihai-Adrian Țiu             | Olt                       | S.O.S. România                         |
| 207   | George-Nicolae Marussi       | Prahova                   | Uniunea Salvați România                |
| 208   | Marius-Felix Bulearcă        | Prahova                   | Uniunea Salvați România                |
| 209   | Adrian Axinia                | Prahova                   | Alianța pentru Unirea Românilor        |
| 210   | Ștefan Avrămescu             | Prahova                   | Alianța pentru Unirea Românilor        |
| 211   | Bogdan-Andrei Toader         | Prahova                   | Partidul Social Democrat               |
| 212   | Grațiela-Leocadia Gavrilescu | Prahova                   | Partidul Social Democrat               |
| 213   | Alexandru Rogobete           | Prahova                   | Partidul Social Democrat               |
| 214   | Mircea Roșca                 | Prahova                   | Partidul Național Liberal              |
| 215   | George-Cătălin Șerban        | Prahova                   | Partidul Național Liberal              |
| 216   | Dan-Mihai Nicolae            | Prahova                   | Partidul Oamenilor Tineri              |
| 217   | Andrei Gușă                  | Prahova                   | S.O.S. România                         |
| 218   | Loránd-Bálint Magyar         | Satu Mare                 | Uniunea Democrată Maghiară din România |
| 219   | Szabolcs Nagy                | Satu Mare                 | Uniunea Democrată Maghiară din România |
| 220   | Mircea Govor                 | Satu Mare                 | Partidul Social Democrat               |
| 221   | Monica Iagăr                 | Satu Mare                 | Alianța pentru Unirea Românilor        |
| 222   | Adrian-Felician Cozma        | Satu Mare                 | Partidul Național Liberal              |
| 223   | Lucian Mușat                 | Sălaj                     | Alianța pentru Unirea Românilor        |
| 224   | Dénes Seres                  | Sălaj                     | Uniunea Democrată Maghiară din România |
| 225   | Lucian Bode                  | Sălaj                     | Partidul Național Liberal              |
| 226   | Ionel Ciunt                  | Sălaj                     | Partidul Social Democrat               |
| 227   | Bogdan Trif                  | Sibiu                     | Partidul Social Democrat               |
| 228   | Raluca Turcan                | Sibiu                     | Partidul Național Liberal              |
| 229   | Fabian-Cristian Radu         | Sibiu                     | Alianța pentru Unirea Românilor        |
| 230   | Adrian Echert                | Sibiu                     | Uniunea Salvați România                |
| 231   | Nicolae-Mirel Ion            | Sibiu                     | S.O.S. România                         |
| 232   | Sebastian-Andrei Kroncsiș    | Sibiu                     | Partidul Oamenilor Tineri              |
| 233   | Ioan Balan                   | Suceava                   | Partidul Național Liberal              |
| 234   | Eugen Bejinariu              | Suceava                   | Partidul Social Democrat               |
| 235   | Mirela Adomnicăi             | Suceava                   | Partidul Social Democrat               |
| 236   | Petru-Gabriel Negrea         | Suceava                   | Alianța pentru Unirea Românilor        |
| 237   | Lucian-Florin Pușcașu        | Suceava                   | Alianța pentru Unirea Românilor        |
| 238   | Veronica Grosu               | Suceava                   | Alianța pentru Unirea Românilor        |
| 239   | Emanuel Ungureanu            | Suceava                   | Uniunea Salvați România                |
| 240   | Alexandru Băișanu            | Suceava                   | S.O.S. România                         |
| 241   | Ioan Lăzăroi                 | Suceava                   | S.O.S. România                         |
| 242   | Gheorghe-Valentin Răducea    | Suceava                   | Partidul Oamenilor Tineri              |
| 243   | Gabriel-Florinel Florea      | Teleorman                 | Alianța pentru Unirea Românilor        |
| 244   | Dumitru Tilea                | Teleorman                 | Alianța pentru Unirea Românilor        |
| 245   | Nelu-Valentin Badea          | Teleorman                 | Alianța pentru Unirea Românilor        |
| 246   | George-Mădălin Borș          | Teleorman                 | Partidul Social Democrat               |
| 247   | Vlad-Florentin Drinceanu     | Teleorman                 | Partidul Social Democrat               |
| 248   | Mihai-Bogdan Negoescu        | Timiș                     | Alianța pentru Unirea Românilor        |
| 249   | Florin-Cornel Popovici       | Timiș                     | Alianța pentru Unirea Românilor        |
| 250   | Cătălin Drulă                | Timiș                     | Uniunea Salvați România                |
| 251   | Paula-Ana Romocean           | Timiș                     | Uniunea Salvați România                |
| 252   | Marilen Pirtea               | Timiș                     | Partidul Național Liberal              |
| 253   | Andrei Molnar                | Timiș                     | Uniunea Democrată Maghiară din România |
| 254   | Sorin Grindeanu              | Timiș                     | Partidul Social Democrat               |
| 255   | Sebastian Răducanu           | Timiș                     | Partidul Social Democrat               |
| 256   | Ana-Marcela Baș              | Timiș                     | S.O.S. România                         |
| 257   | Codruța-Maria Corcheș        | Timiș                     | Partidul Oamenilor Tineri              |
| 258   | Sergiu-Mircea Constantinescu | Tulcea                    | Partidul Social Democrat               |
| 259   | Elena Doboș                  | Tulcea                    | Alianța pentru Unirea Românilor        |
| 260   | Cosmin Andrei                | Tulcea                    | S.O.S. România                         |
| 261   | Elena-Laura Toader           | Tulcea                    | S.O.S. România                         |
| 262   | Mihai-Cătălin Botez          | Vaslui                    | Uniunea Salvați România                |
| 263   | Laura Gherasim               | Vaslui                    | Alianța pentru Unirea Românilor        |
| 264   | Boglárka Kántor              | Vaslui                    | Uniunea Democrată Maghiară din România |
| 265   | Adrian Solomon               | Vaslui                    | Partidul Social Democrat               |
| 266   | Ana-Smaranda Rinder          | Vaslui                    | Partidul Social Democrat               |
| 267   | Andrei-Ionuț Teslariu        | Vaslui                    | Partidul Oamenilor Tineri              |
| 268   | Raisa Enachi                 | Vaslui                    | S.O.S. România                         |
| 269   | Nicolae Mîndrescu            | Vâlcea                    | Alianța pentru Unirea Românilor        |
| 270   | Antonio-Gabi Popescu         | Vâlcea                    | Alianța pentru Unirea Românilor        |
| 271   | Ștefan-Ovidiu Popa           | Vâlcea                    | Partidul Social Democrat               |
| 272   | Eugen Neață                  | Vâlcea                    | Partidul Social Democrat               |
| 273   | Andrei-Florin Gheorghiu      | Vâlcea                    | Uniunea Salvați România                |
| 274   | Cristian Buican              | Vâlcea                    | Partidul Național Liberal              |
| 275   | Georgel Badiu                | Vrancea                   | Alianța pentru Unirea Românilor        |
| 276   | Dragoș-Fănică Ciobotaru      | Vrancea                   | Partidul Național Liberal              |
| 277   | Angel Tîlvăr                 | Vrancea                   | Partidul Social Democrat               |
| 278   | Corina Atanasiu              | Vrancea                   | Uniunea Salvați România                |
| 279   | Verginia Vedinaș             | Vrancea                   | S.O.S. România                         |
| 280   | George Simion                | Municipiul București      | Alianța pentru Unirea Românilor        |
| 281   | George Becali                | Municipiul București      | Alianța pentru Unirea Românilor        |
| 282   | Mihai Enache                 | Municipiul București      | Alianța pentru Unirea Românilor        |
| 283   | Lidia Vadim-Tudor            | Municipiul București      | Alianța pentru Unirea Românilor        |
| 284   | Sebastian Burduja            | Municipiul București      | Partidul Național Liberal              |
| 285   | Romică-Andrei Baciu          | Municipiul București      | Partidul Național Liberal              |
| 286   | Ionuț-Marian Stroe           | Municipiul București      | Partidul Național Liberal              |
| 287   | Octavian Oprea               | Municipiul București      | Partidul Național Liberal              |
| 288   | Răzvan-Sorin Prișcă          | Municipiul București      | Partidul Național Liberal              |
| 289   | Claudiu Năsui                | Municipiul București      | Uniunea Salvați România                |
| 290   | Cristina Prună               | Municipiul București      | Uniunea Salvați România                |
| 291   | Radu Mihaiu                  | Municipiul București      | Uniunea Salvați România                |
| 292   | Diana Buzoianu               | Municipiul București      | Uniunea Salvați România                |
| 293   | Diana Stoica                 | Municipiul București      | Uniunea Salvați România                |
| 294   | Oana-Silvia Țoiu             | Municipiul București      | Uniunea Salvați România                |
| 295   | Alexandru-Paul Dimitriu      | Municipiul București      | Uniunea Salvați România                |
| 296   | Alin-Bogdan Stoica           | Municipiul București      | Uniunea Salvați România                |
| 297   | Alexandru-Mihai Ghigiu       | Municipiul București      | Partidul Social Democrat               |
| 298   | Rodica Nassar                | Municipiul București      | Partidul Social Democrat               |
| 299   | Marian Neacșu                | Municipiul București      | Partidul Social Democrat               |
| 300   | Florin Manole                | Municipiul București      | Partidul Social Democrat               |
| 301   | Adriana-Diana Tușa           | Municipiul București      | Partidul Social Democrat               |
| 302   | Andrei Dolineaschi           | Municipiul București      | Partidul Social Democrat               |
| 303   | Mirela Furtună               | Municipiul București      | Partidul Social Democrat               |
| 304   | Ioan Mihalcea                | Municipiul București      | Partidul Social Democrat               |
| 305   | Dumitru Coarnă               | Municipiul București      | S.O.S. România                         |
| 306   | Mariana Vârgă                | Municipiul București      | S.O.S. România                         |
| 307   | Răzvan-Mirel Chiriță         | Municipiul București      | Partidul Oamenilor Tineri              |
| 308   | Daniel Grofu                 | Municipiul București      | Partidul Oamenilor Tineri              |
| 309   | Varol Amet                   | Național                  | Minorități                             |
| 310   | Ștefan Bouda                 | Național                  | Minorități                             |
| 311   | Ognean Crîstici              | Național                  | Minorități                             |
| 312   | Silviu Feodor                | Național                  | Minorități                             |
| 313   | Iulius Marian Firczak        | Național                  | Minorități                             |
| 314   | Ovidiu-Victor Ganț           | Național                  | Minorități                             |
| 315   | Giureci-Slobodan Ghera       | Național                  | Minorități                             |
| 316   | Ioana Grosaru                | Național                  | Minorități                             |
| 317   | Iusein Ibram                 | Național                  | Minorități                             |
| 318   | Ghervazen Longher            | Național                  | Minorități                             |
| 319   | Adrian-Miroslav Merka        | Național                  | Minorități                             |
| 320   | Gheorghe Nacov               | Național                  | Minorități                             |
| 321   | Varujan Pambuccian           | Național                  | Minorități                             |
| 322   | Nicolae Păun                 | Național                  | Minorități                             |
| 323   | Nicolae-Miroslav Petrețchi   | Național                  | Minorități                             |
| 324   | Ionel Stancu                 | Național                  | Minorități                             |
| 325   | Bogdan-Alin Stoica           | Național                  | Minorități                             |
| 326   | Silviu Vexler                | Național                  | Minorități                             |
| 327   | Dragoș-Gabriel Zisopol       | Național                  | Minorități                             |
| 328   | Ștefan-Iulian Lőrincz        | Diaspora                  | Uniunea Salvați România                |
| 329   | Ramona Lovin                 | Diaspora                  | Alianța pentru Unirea Românilor        |
| 330   | Andreea-Petronela Cîmpianu   | Diaspora                  | S.O.S. România                         |
| 331   | Dumitrița Albu               | Diaspora                  | Partidul Oamenilor Tineri              |

## Partide politice
| Partid                                 | Deputați | Procent |
| -------------------------------------- | -------- | ------- |
| Partidul Social Democrat               | 86       | 26%     |
| Alianța pentru Unirea Românilor        | 63       | 19%     |
| Partidul Național Liberal              | 49       | 15%     |
| Uniunea Salvați România                | 40       | 12%     |
| S.O.S. România                         | 28       | 8%      |
| Partidul Oamenilor Tineri              | 24       | 7%      |
| Uniunea Democrată Maghiară din România | 22       | 7%      |
| Minorități                             | 19       | 6%      |
| Total                                  | 331      | 331     |